# Santa Cruz Futebol Clube (Maceió)
O Santa Cruz Futebol Clube foi um clube brasileiro de futebol, da cidade de Maceió, no estado de Alagoas.

## História
Fundado em 25 de agosto de 1931 e extinto em 1949, foi campeão estadual em 1945 e 1948.

## Títulos
- Campeonato Alagoano de Futebol: 1945 e 1948